# (1140) Crimée
(1140) Crimée (officiellement (1140) Crimea) est un astéroïde de la ceinture principale, découvert le 30 décembre 1929 par l'astronome soviétique/russe Grigori Néouïmine depuis l'observatoire de Simeïz. Sa désignation provisoire était 1929 YC.
Son nom se réfère à la Crimée, au sud de l'Ukraine, où se dresse l'observatoire de Simeiz.